# Wardzak

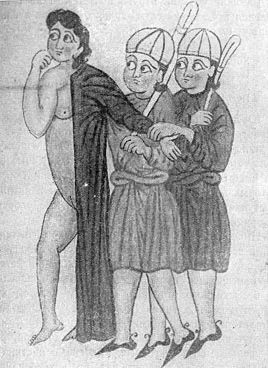
Wardzak (miniatura z XIV-wiecznej Ewangelii ormiańskiej)

Wardzak – aktorka-pantomimistka, tancerka i muzykantka w starożytnym i średniowiecznym teatrze ormiańskim.
Termin wardzak ma wspólny rdzeń z czasownikiem wardzel – wynajmować, a sam rdzeń wardz oznacza płacę. Prawdopodobnie początkowo wardzak nazywano płatne aktorki. Termin ten stosowano także na określenie prostytutki, co wywodziło się z tradycji wschodniej. W średniowieczu taniec na scenach teatrów ormiańskich uznawano za kontynuację starożytnej prostytucji sakralnej Wschodu. Pierwotnie bowiem wardzak nazywano służebnice świątyni Anachity, które asystowały podczas obrzędów religijnych. Do czasów współczesnych zachowało się jedno imię wardzak – Nazenik. Żyła w II wieku. Mówiło się o niej, że „śpiewała rękami”. Zachowało się wiele średniowiecznych miniatur ormiańskich, przedstawiających wardzak.